# Peder Vilhelm Jensen-Klint
Peder Vilhelm Jensen-Klint, né le 21 juin 1853 à Skælskør, mort le 1er décembre 1930 à Copenhague, est un architecte, designer, peintre et théoricien de l'architecture danois, principalement connu pour avoir conçu l'église de Grundtvig à Copenhague, généralement considérée comme l'une des œuvres architecturales danoises les plus importantes de l'époque. Son style expressionniste s'appuie fortement sur le Gothique de brique scandinave.

## Jeunesse et début de carrière
Peder Vilhelm Jensen-Klint est né en 1853 sous le nom de Peder Vilhelm Jensen mais change de nom le 10 novembre 1890. Il est admis à l'Université technique du Danemark en 1870 dont il obtient son diplôme d'ingénieur en bâtiment en 1877. L'un de ses professeurs est Johan Daniel Herholdt qui, avec sa bibliothèque universitaire de Copenhague, marqua durablement l'architecture danoise avec l'utilisation des briques rouges et influence grandement la compréhension de Jensen-Klint sur les matériaux et sa connaissance des premières traditions architecturales danoises. En mai 1878, Jensen-Klint est admis à l'école de peinture de l'Académie royale des beaux-arts du Danemark où il suivra tous les cours sans jamais obtenir son diplôme.
Il désire poursuivre une carrière d'artiste mais doit enseigner les mathématiques pour gagner sa vie. Finalement, il abandonne ses aspirations artistique et de 1889 à 1897, il travailla comme assistant pour l'ingénieur municipal de Copenhague et de 1892 à 1916, il donna également des cours de dessin à l' Université royale vétérinaire et agricole Royal Veterinary and Agricultural University (en). En 1891, il voyage en Italie et en 1910, il visite l'Angleterre.

## Carrière d'architecte

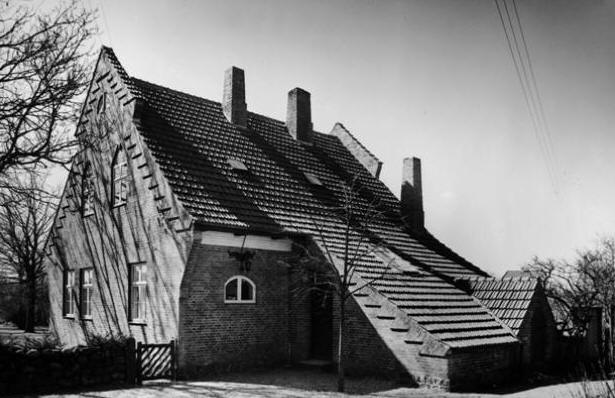
La maison Thorkild Aagaard.

Jensen-Klint s'intéressa de plus en plus à l'architecture et sa première œuvre architecturale fut une villa à Hellerup conçue pour son ami, l'orfèvre W. Holm, après un petit concours privé impliquant également l'architecte Eugen Jørgensen (en). Après cela suivront plusieurs autres villas dans la même zone, en expérimentant sur chacune d'elles, différentes utilisation de la brique rouge. Après l'achèvement de la Gym House à Frederiksberg, il est admis à l' Association des architectes du Danemark (en) malgré son manque de formation Son inspiration principale est venue des manoirs danois, des églises et des maisons baroques simples et solides.
En 1907, il conçoit une maison pour le compositeur danois Thorvald Aagaard à Ryslinge sur l'île de Fionie puis une autre maison à Svendborg.
En 1909, est inaugurée la première église réalisée par P.V. Jensen Klint, à Vodskov (en).
Après deux concours en 1912 et 1913, c'est finalement en 1921 que commence la réalisation de son œuvre principale : l'église de Grundtvig. Il meurt avant la fin des travaux. Son fils, Kaare Klint — également architecte — termine les travaux de l'église après la mort de son père.

## Beaux-arts et arts décoratifs

### Peinture et sculpture
Jensen-Klint se concentre d'abord sur la peinture de paysage jusqu'à ce que Carl Bloch remplace Jørgen Roed comme professeur à l'Académie, et se tourne vers d'autres sujets. Après avoir abandonné sa carrière artistique, il peint encore occasionnellement mais commence également à s'intéresser à la sculpture. Il participe au concours pour une nouvelle fontaine pour Amagertorv à Copenhague qui a conduit à la Fontaine aux cigognes (en) avec une entrée représentant un joyeux paysan Amager assis sur une tête de chou (1890).

### Céramique et mobilier
S'inspirant de Joakim Skovgaard (en), il commence à travailler la céramique et puis d'autres œuvres décoratives telles que des pierres tombales, des reliures et surtout du mobilier.

## Vie privée et famille
Le 15 octobre 1881, il épouse à Copenhague Mathilde Caroline Pedersdatter Markussen (née le 17 janvier 1846 à Esbønderup, morte le 21 janvier 1933 à Copenhague), fille de Peder Markussen et d'Ane Kirstine Jeppesdatter.
Ensemble ils auront trois enfants : Tage Klint (en), Helle Klint Bentsen (en) et Kaare Klint.
Il est enterré dans l'église de Grundtvig.

## Œuvres
- Villa pour W. Holm (Sofievej 27), Hellerup (1896)
- Gymnase (Vodroffsvej 49-51), Frederiksberg (1898) [4]
- Bien salle d'attente du tramway, Trianglen, Copenhague (1904 – 07)
- Villa Rødsten (Onsgårdsvej 12), Hellerup (1905 – 06)
- Maison d'Aagaard, Ryslinge, Fionie (1907 – 08)
- Maison de Bentzon, Svendborg, Fionie (1908)
- Église Anna, Nørrebro, Copenhague (1911, construction 1913 – 14, 1921, 1924 – 28)
- Église de Gedser, Gedser, Falster (1913 – 15)
- Église de Grundtvig, Bispebjerg, Copenhague (1913, construction 1921 – 40)
- Villa (Høyrups Allé 35), Hellerup (1915)
- Villa (Gardes Allé 36), Hellerup (1915 – 20)
- Klintegården – Nyrup Strand (1916-17)
- Église Saint-Hans Tveje, Odense, Odense (1916 – 20)
- Logement sur la Colline, Bispebjerg, Copenhague (1924 – 26)
- Église de Bethléem, Copenhague (avec Kaare Klint, 1930)

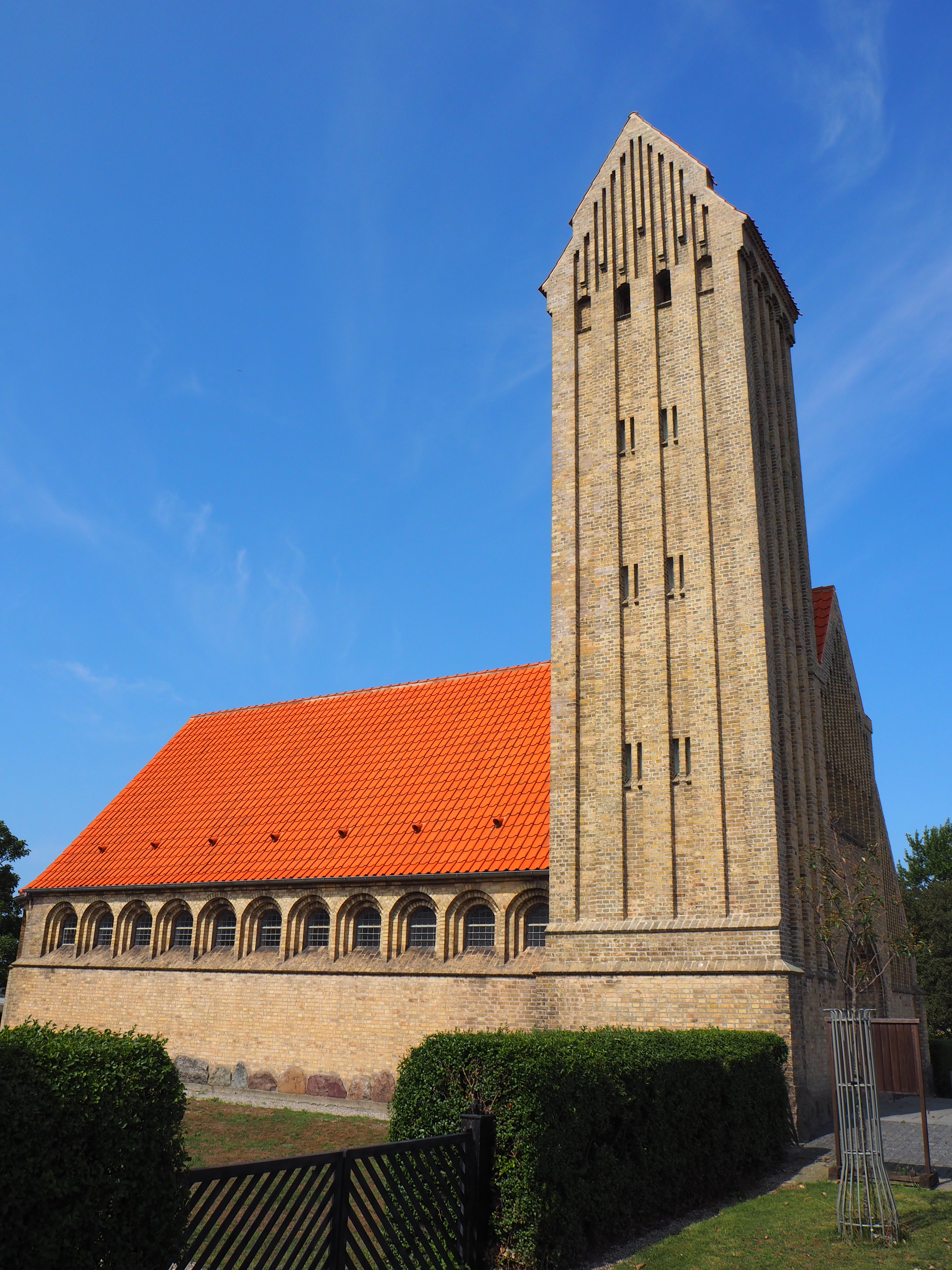
Église de Gedser, Gedser, Danemark
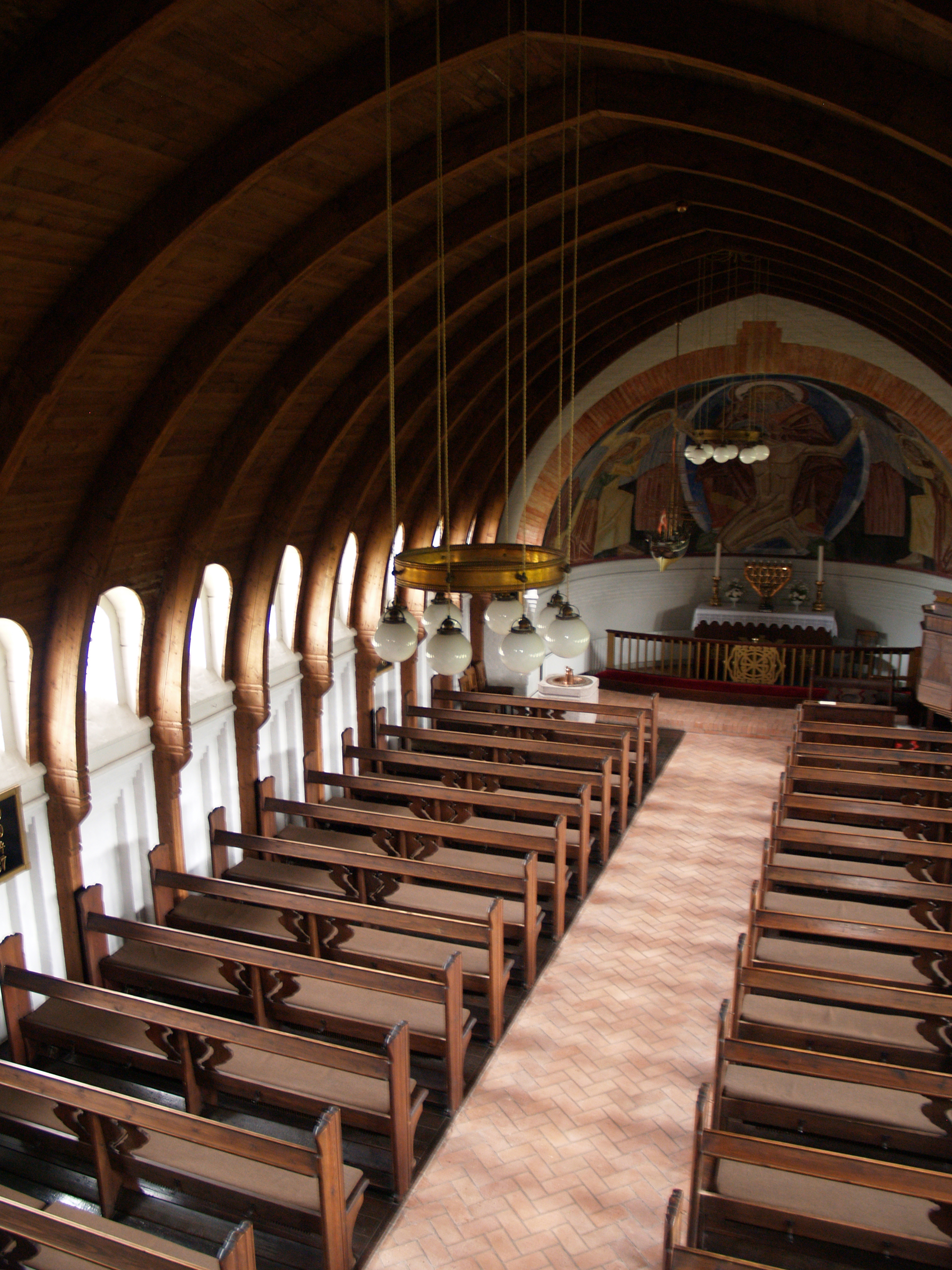
Église de Gedser
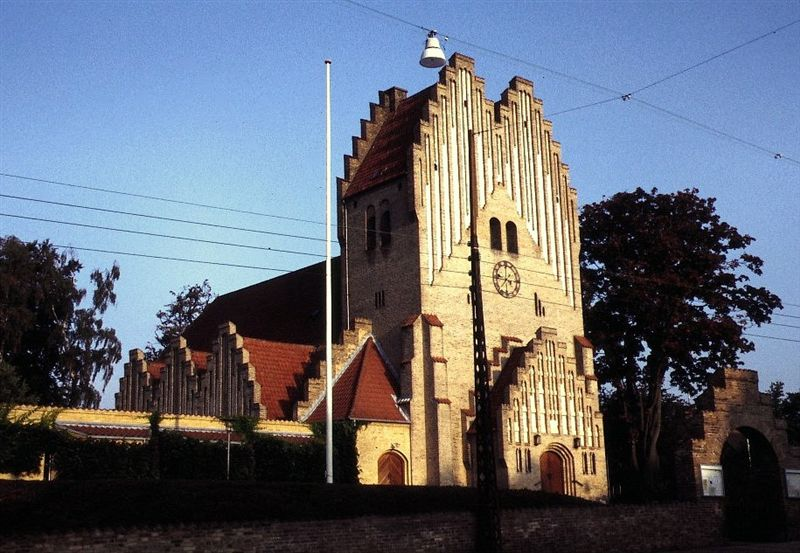
Fredens Kirke (da), Odense
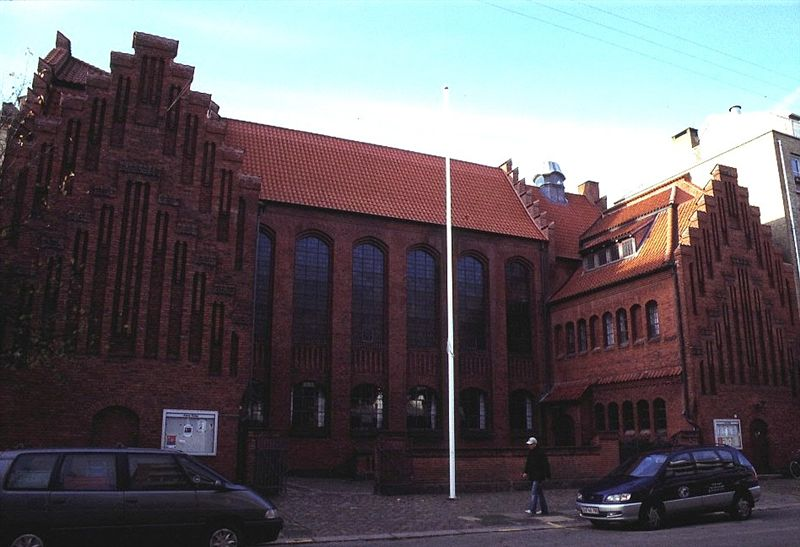
Anna Church, Copenhagen (en)
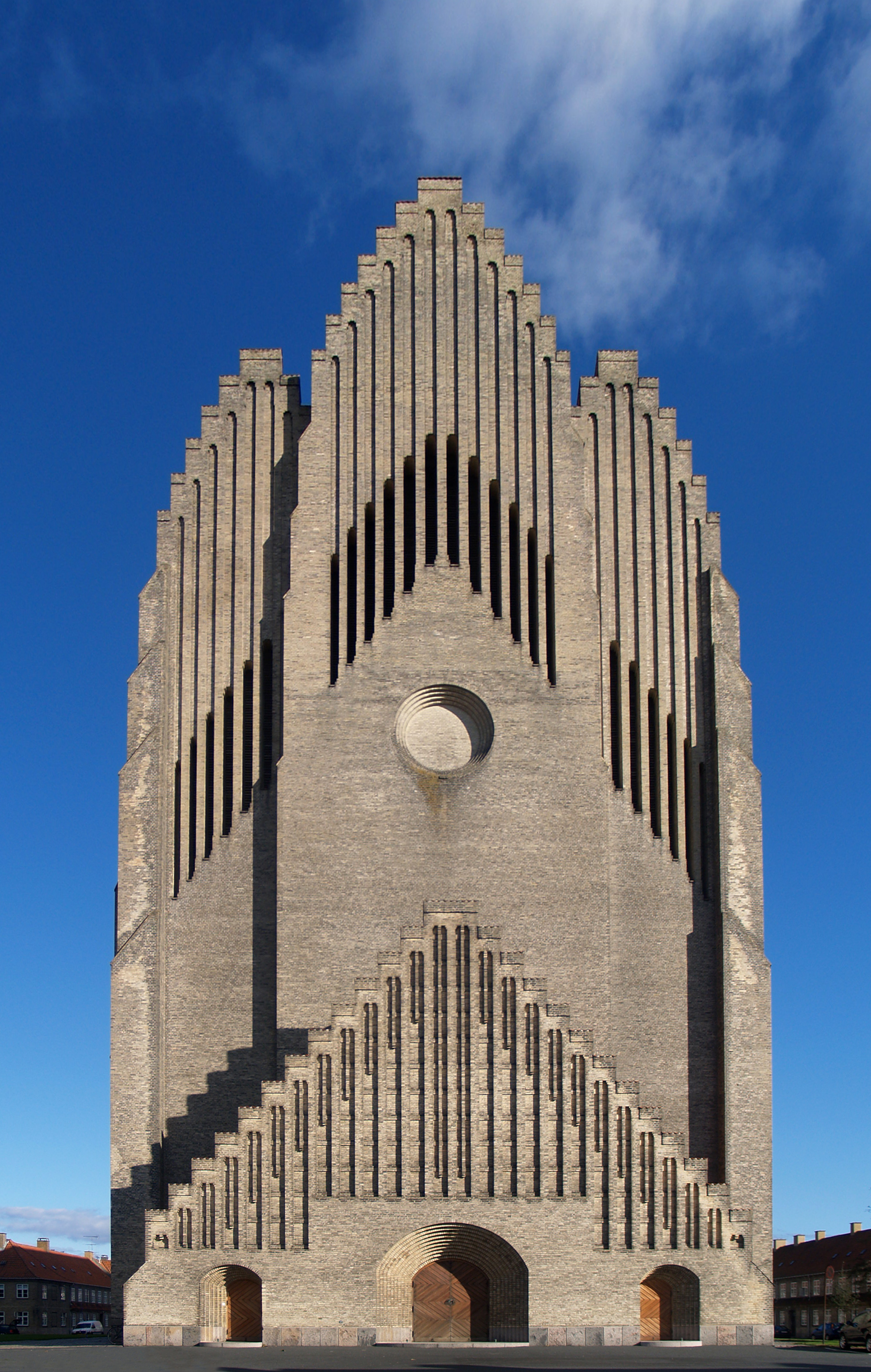
Façade de l'église de Grundtvig
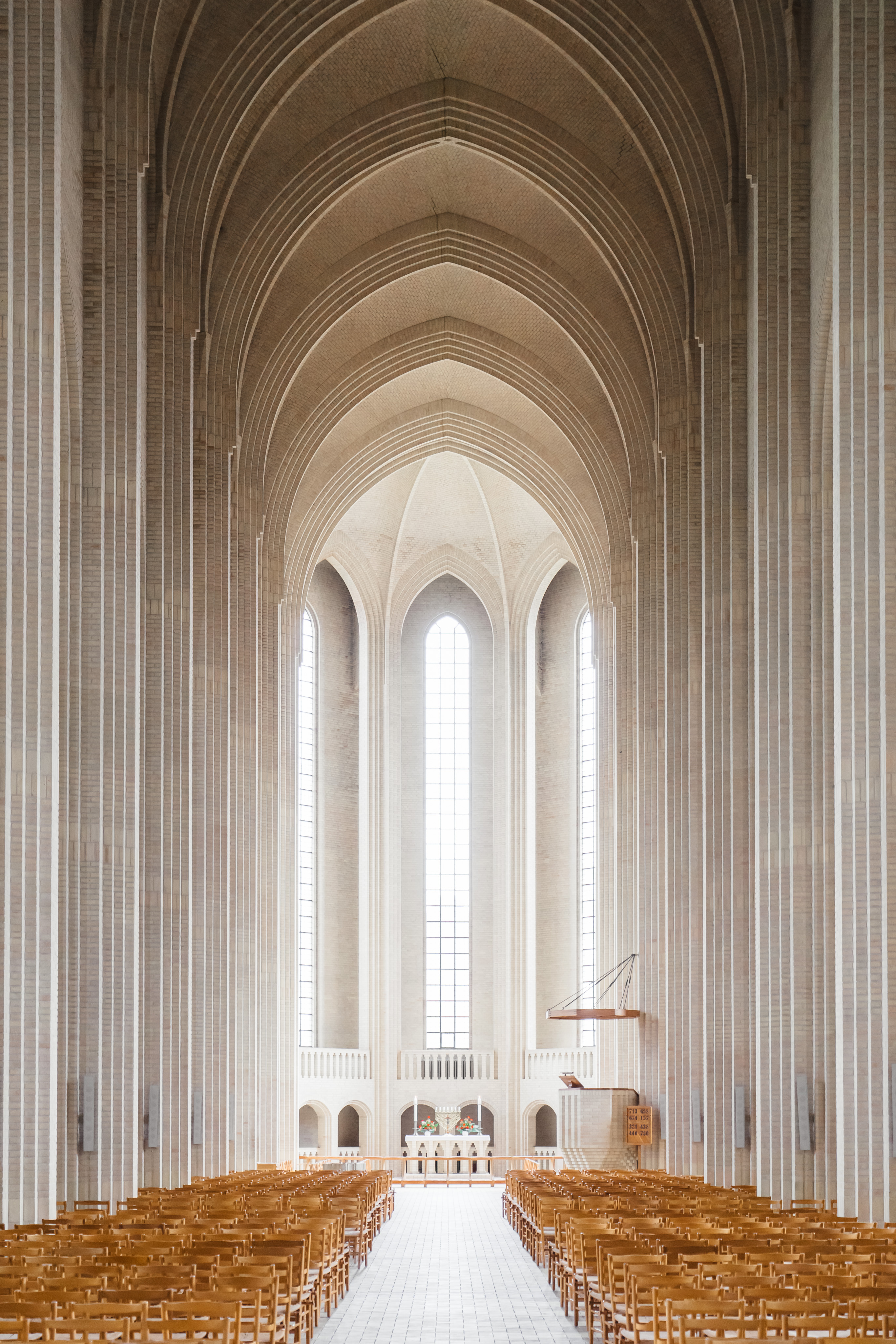
Intérieur de l'église de Grundtvig
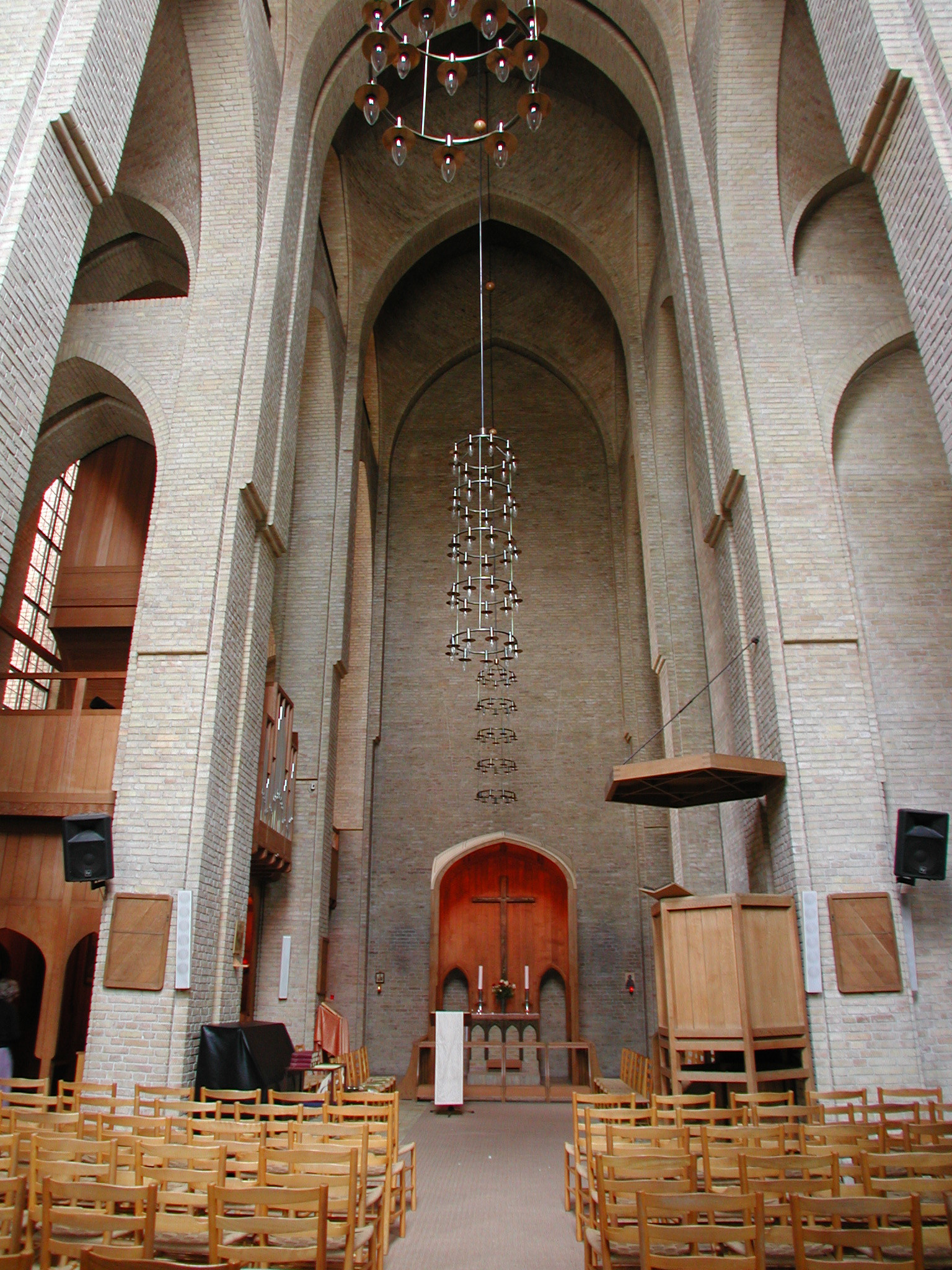
Bethlehem Church, Copenhagen (en)
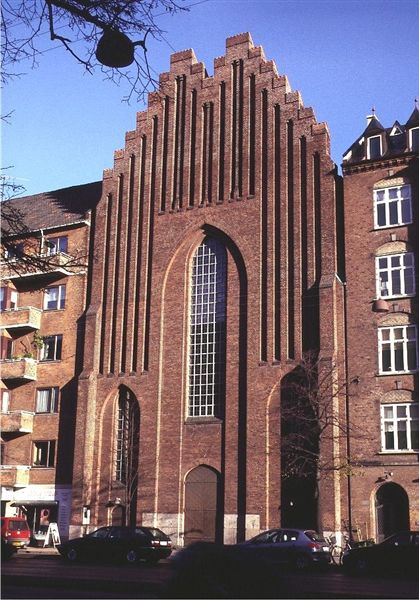
Bethlehem Church, Copenhagen